# Carnegiella
Carnegiella è un genere di pesci ossei d'acqua dolce appartenente alla famiglia Gasteropelecidae.

## Distribuzione e habitat
Le quattro specie vivono nei fiumi dell'America meridionale equatoriale, soprattutto nel Rio delle Amazzoni e negli affluenti.

## Specie
- Carnegiella marthae
- Carnegiella myersi
- Carnegiella schereri
- Carnegiella strigata[1]

## Acquariofilia
Alcune specie, la più comune delle quali è C. strigata, vengono abbastanza frequentemente allevate negli acquari domestici.